# Бизакуино
Бизакуѝно (на италиански: Bisacquino, на сицилиански Busacchinu, Бузакину) е малко градче и община в Южна Италия, провинция Палермо, автономен регион и остров Сицилия. Разположено е на 655 m надморска височина. Населението на общината е 4829 души (към 2010 г.).